# I giorni dell'eclisse
I giorni dell'eclisse (in russo Дни затмения?, Dni zatmenija) è un film del 1988 diretto da Aleksandr Sokurov, tratto dal romanzo dei fratelli Strugackij Un miliardo di anni prima della fine del mondo (1976).